# انفورماتیک ژنوم موش
انفورماتیک ژنوم موش (به انگلیسی: Mouse Genome Informatics (MGI))، یک پایگاه داده و منبع بیوانفورماتیک آنلاین رایگان است که توسط آزمایشگاه جکسون میزبانی می‌شود و توسط مؤسسه ملی تحقیقات ژنوم انسانی (NHGRI)، مؤسسه ملی سرطان (NCI) و مؤسسه ملی یونیس کندی شرایور برای سلامت کودک و توسعه انسانی (NICHD) تأمین می‌شود. انفورماتیک ژنوم موش دسترسی به داده‌های مربوط به ژنتیک، ژنومیک و بیولوژی موش آزمایشگاهی را برای تسهیل مطالعه سلامت و بیماری انسان فراهم می‌کند. این پایگاه داده پروژه‌های متعددی را ادغام می‌کند که دو تا از بزرگ‌ترین مشارکت‌ها از پایگاه داده ژنوم موش و پایگاه داده بیان ژن موش (GXD) می‌باشند. تا تاریخ ۲۰۱۸، انفورماتیک ژنوم موش دارای داده‌هایی است که از بیش از ۲۳۰۰۰۰ نشریه تهیه شده‌است.

## پایگاه داده ژنوم موش
پایگاه داده ژنوم موش، فنوتیپ‌ها و حاشیه‌نویسی‌های کارکردی جامع را برای ژن‌ها و آلل‌های موش گردآوری و مدیریت می‌کند. این یک پروژه با بودجه NHGRI است که به پایگاه داده انفورماتیک ژنوم موش کمک می‌کند.